# Фукс, Иосиф Аронович
Фукс Иосиф Аронович (1896, Крымск, Кубанская область — 31 декабря 1937, Харьков) — советский партийный деятель, ответственный секретарь Криворожского и Запорожского городских комитетов КП(б)У. Член ВУЦИК.

## Жизнеописание
Родился в 1896 году в станице Крымская (ныне город Крымск Краснодарского края России).
С 1903 года вёл революционную деятельность, подвергался преследованиям со стороны царской власти. В 1907 году арестован и два года провёл в ссылке в Архангельской губернии.
Во время Первой мировой войны — в профсоюзном движении, организовывал ряд стачек, за что снова подвергся преследованиям.
С декабря 1917 года — комиссар врачебной управы города Москвы. Активный участник национализации имущества.
Член РКП(б) с 1919 года.
В 1919—1921 годах служил в Красной армии: начальник организационной части политического отдела 9-й армии. Участвовал в ликвидации Кронштадтского восстания. После гражданской войны демобилизован, перешёл на партийную работу.
В 1921 году — заведующий организационным отделом Кубанско-Черноморского областного комитета РКП(б). В 1921—1922 годах — заведующий организационным отделом Ставропольского губернского комитета РКП(б).
В 1922—1923 годах — заведующий организационным отделом Юго-Восточного бюро ЦК РКП(б). В 1923—1925 годах — заведующий информационным подотделом ЦК РКП(б).
В 1925—1927 годах — ответственный инструктор ЦК КП(б)У.
В 1927—1930 годах — заведующий организационным отделом Артёмовского окружного комитета КП(б)У.
В 1930 году — секретарь Криворожского окружного комитета КП(б)У. В 1930—1932 годах — ответственный секретарь Криворожского городского комитета КП(б)У.
20 сентября — 16 октября 1932 года — ответственный секретарь Запорожского городского комитета КП(б)У Днепропетровской области.
С октября 1932 года — заведующий организационным отделом Днепропетровского областного комитета КП(б)У.
До октября 1937 года — заведующий промышленно-транспортным отделом Харьковского областного комитета КП(б)У.
24 октября 1937 года арестован органами НКВД по обвинению в участии «в контрреволюционной троцкистской организации». 30 декабря 1937 года приговорён военной коллегией Верховного суда СССР к расстрелу и 31 декабря расстрелян в городе Харькове.
5 марта 1956 года реабилитирован.